# Lijst van spelers van het Portugese voetbalelftal
Deze lijst van spelers van het Portugees voetbalelftal geeft een overzicht van alle voetballers die minimaal veertig interlands achter hun naam hebben staan voor Portugal.

## Overzicht
Bijgewerkt tot en met gewonnen EK-kwalificatieduel tegen  Bosnië en Herzegovina (5-0) op 16 oktober 2023 in Zenica.
| Naam speler             | Geboortedatum     | Interlands | Goals |
| ----------------------- | ----------------- | ---------- | ----- |
| Cristiano Ronaldo       | 5 februari 1985   | 203        | 127   |
| João Moutinho           | 8 september 1986  | 146        | 7     |
| "Pepe"                  | 26 februari 1983  | 134        | 8     |
| Luís Figo               | 4 november 1972   | 127        | 32    |
| "Nani"                  | 17 november 1986  | 112        | 23    |
| Fernando Couto          | 2 augustus 1969   | 110        | 8     |
| Rui Patrício            | 15 februari 1988  | 107        | 0     |
| Bruno Alves             | 27 november 1981  | 96         | 11    |
| Rui Costa               | 29 maart 1972     | 94         | 26    |
| Ricardo Carvalho        | 18 mei 1978       | 89         | 8     |
| Pedro Pauleta           | 28 april 1973     | 88         | 47    |
| Simão Sabrosa           | 31 oktober 1979   | 85         | 22    |
| Bernardo Silva          | 10 augustus 1994  | 85         | 11    |
| João Vieira Pinto       | 19 augustus 1971  | 81         | 23    |
| Vítor Baía              | 15 oktober 1969   | 80         | 0     |
| William Carvalho        | 7 april 1992      | 80         | 5     |
| Ricardo Quaresma        | 26 september 1983 | 80         | 10    |
| Nuno Gomes              | 5 juli 1976       | 79         | 29    |
| Ricardo Pereira         | 11 februari 1976  | 79         | 0     |
| Raul Meireles           | 17 maart 1983     | 76         | 10    |
| "Deco"                  | 27 augustus 1977  | 75         | 5     |
| Hélder Postiga          | 2 augustus 1982   | 71         | 27    |
| João Domingos Pinto     | 21 november 1961  | 70         | 1     |
| Danilo Pereira          | 9 september 1991  | 70         | 2     |
| Tamagnini Nené          | 20 november 1949  | 66         | 22    |
| Tiago Mendes            | 2 mei 1981        | 66         | 3     |
| Eusébio da Silva        | 25 januari 1942   | 64         | 41    |
| Humberto Coelho         | 20 april 1950     | 64         | 6     |
| Raphaël Guerreiro       | 22 december 1993  | 64         | 4     |
| Manuel Bento            | 25 juni 1948      | 63         | 0     |
| Paulo Ferreira          | 18 januari 1979   | 62         | 0     |
| Bruno Fernandes         | 8 september 1994  | 61         | 18    |
| Miguel Monteiro         | 4 januari 1980    | 59         | 1     |
| Hugo Almeida            | 23 mei 1984       | 57         | 19    |
| Mário Coluna            | 6 augustus 1935   | 57         | 8     |
| Armando Petit           | 25 september 1976 | 57         | 4     |
| Sérgio Conceição        | 15 november 1974  | 56         | 12    |
| João Mário              | 19 januari 1993   | 56         | 3     |
| Miguel Veloso           | 11 mei 1986       | 56         | 3     |
| Oceano da Cruz          | 29 juli 1962      | 54         | 8     |
| Fernando Meira          | 5 juni 1978       | 54         | 2     |
| "Costinha"              | 1 december 1974   | 53         | 2     |
| André Silva             | 6 november 1995   | 53         | 19    |
| Fábio Coentrão          | 11 maart 1988     | 52         | 5     |
| Rúben Dias              | 14 mei 1997       | 52         | 2     |
| "Maniche"               | 11 november 1977  | 52         | 7     |
| Jorge Andrade           | 9 april 1978      | 51         | 3     |
| Paulo Sousa             | 30 augustus 1970  | 51         | 0     |
| Jorge Almeida           | 14 oktober 1971   | 50         | 2     |
| José Fonte              | 22 december 1983  | 50         | 1     |
| João Cancelo            | 27 mei 1994       | 48         | 9     |
| Fernando Gomes          | 22 november 1956  | 48         | 13    |
| António Simões          | 14 december 1943  | 46         | 3     |
| José Augusto de Almeida | 13 april 1937     | 45         | 9     |
| Ricardo Sá Pinto        | 10 oktober 1972   | 45         | 9     |
| Rui Jorge               | 27 maart 1973     | 45         | 1     |
| Rúben Neves             | 13 maart 1997     | 44         | 0     |
| Vítor Paneira           | 16 februari 1966  | 44         | 4     |
| Dimas Teixeira          | 16 februari 1969  | 44         | 0     |
| Rui Manuel Jordão       | 9 augustus 1952   | 43         | 15    |
| Carlos Manuel           | 15 januari 1958   | 42         | 8     |
| Paulo Futre             | 28 februari 1966  | 41         | 6     |
| Hilário Conceição       | 19 maart 1939     | 40         | 0     |
| António Veloso          | 31 januari 1957   | 40         | 0     |
| João Pereira            | 25 februari 1984  | 40         | 0     |

FPF · A-internationals · Selecties · Statistieken · Bondscoaches · Portugees vrouwenelftal · Olympisch elftal · Portugal U21 · Portugal U20 · Portugal U19 · Portugal U18 · Portugal U17 · Vrouwen U17
1921 – 1929 · 
1930 – 1939 · 
1940 – 1949 · 
1950 – 1959 · 
1960 – 1969 · 
1970 – 1979 · 
1980 – 1989 · 
1990 – 1999 · 
2000 – 2009 · 
2010 – 2019 · 
2020 – 2029
EK's: 1984 · 
1996 · 
2000 · 
2004 · 
2008 · 
2012 · 
2016 · 
2020 · 
2024
WK's: 1966 · 
1986 · 
2002 · 
2006 · 
2010 · 
2014 · 
2018 · 
2022
OS: 1928 · 
1996 · 
2004 · 
2016
1921 · 
1922 · 
1923 · 
1924 · 
1925 · 
1926 · 
1927 · 
1928 · 
1929 · 
1930 · 
1931 · 
1932 · 
1933 · 
1934 · 
1935 · 
1936 · 
1937 · 
1938 · 
1939 · 
1940 · 
1942 · 
1943 · 1944 · 
1945 · 
1946 · 
1947 · 
1948 · 
1949 ·
1950 · 
1951 · 
1952 · 
1953 · 
1954 · 
1955 · 
1956 · 
1957 · 
1958 · 
1959 ·
1960 · 
1961 · 
1962 ·
1963 ·
1964 · 
1965 · 
1966 · 
1967 · 
1968 · 
1969 ·
1970 · 
1971 · 
1972 · 
1973 · 
1974 · 
1975 · 
1976 · 
1977 · 
1978 · 
1979 ·
1980 · 
1981 · 
1982 · 
1983 · 
1984 · 
1985 · 
1986 · 
1987 · 
1988 · 
1989 · 
1990 · 
1991 ·
1992 · 
1993 · 
1994 · 
1995 · 
1996 · 
1997 · 
1998 · 
1999 · 
2000 · 
2001 · 
2002 · 
2003 · 
2004 · 
2005 · 
2006 · 
2007 · 
2008 · 
2009 · 
2010 · 
2011 · 
2012 · 
2013 ·
2014 ·
2015 ·
2016 ·
2017 ·
2018 ·
2019 ·
2020 ·
2021 ·
2022
Albanië ·
Algerije ·
Andorra ·
Angola ·
Argentinië ·
Armenië ·
Azerbeidzjan ·
België ·
Bolivia ·
Bosnië-Herzegovina ·
Brazilië ·
Bulgarije ·
Canada ·
Chili ·
China ·
Cyprus ·
DDR ·
Denemarken ·
Duitsland ·
Ecuador ·
Egypte ·
Engeland ·
Estland ·
Faeröer ·
Finland ·
Frankrijk ·
Gabon ·
Georgië ·
Ghana ·
Gibraltar ·
Griekenland ·
Hongarije ·
Ierland ·
IJsland ·
Iran ·
Israël ·
Italië ·
Ivoorkust ·
Joegoslavië ·
Kaapverdië ·
Kameroen ·
Kazachstan ·
Koeweit ·
Kroatië ·
Letland ·
Liechtenstein ·
Litouwen ·
Luxemburg ·
Malta ·
Marokko ·
Mexico ·
Moldavië ·
Mozambique ·
Nederland ·
Nieuw-Zeeland ·
Nigeria ·
Noord-Ierland ·
Noord-Korea ·
Noord-Macedonië ·
Noorwegen ·
Oekraïne ·
Oostenrijk ·
Panama ·
Paraguay ·
Polen ·
Qatar ·
Roemenië ·
Rusland ·
Saoedi-Arabië ·
Schotland ·
Servië ·
Slovenië ·
Slowakije ·
Sovjet-Unie ·
Spanje ·
Tsjechië ·
Tsjecho-Slowakije ·
Tunesië ·
Turkije ·
Uruguay ·
Verenigde Staten ·
Wales ·
Zuid-Afrika ·
Zuid-Korea ·
Zweden ·
Zwitserland
Angola (2006) ·
België (2021) ·
Brazilië (2010) · 
Denemarken (2012) ·
Duitsland (2006) ·
Duitsland (2008) ·
Duitsland (2012) ·
Duitsland (2014) ·
Duitsland (2021) ·
Engeland (2000) ·
Engeland (2006) ·
Frankrijk (2006) ·
Frankrijk (2016) ·
Frankrijk (2021)  ·
Ghana (2014) ·
Griekenland (2004, 2) · 
Hongarije (2021) · 
IJsland (2016) · 
Iran (2006) ·
Iran (2018) ·
Marokko (2018) ·
Marokko (2022) ·
Mexico (2006) ·
Nederland (2006) ·
Nederland (2012) ·
Oostenrijk (2016) · 
Spanje (2012) · 
Spanje (2018) ·
Tsjechië (2008) ·
Tsjechië (2012) · 
Turkije (2008) ·
Verenigde Staten (2014) ·
Uruguay (2018) ·
Zuid-Korea (2022) · 
Zwitserland (2008) · 
Zwitserland (2022)